# Jean Rougier (homme politique)
Pour les articles homonymes, voir Rougier.
Jean Rougier, né le 2 juillet 1885 et mort le 28 juillet 1952, est un homme politique français.

## Biographie
Passé par l'internat des hôpitaux de Paris, Jean Rougier est chirurgien lorsqu'il est mobilisé et participe à la Première Guerre mondiale. Blessé en 1917, il est décoré de la Croix de guerre et reçoit la Légion d'honneur à titre militaire.
Après la guerre, il devient chirurgien-chef à l'hôpital de Cahors.
Il entame sa carrière politique dans les années 1920. En 1925, il est élu conseiller général du Lot, dans le canton de Luzech, sous l'étiquette « républicain de gauche », ce qui le situe plutôt au centre-droit. Conseiller municipal de Cahors en 1935, il est, deux ans plus tard, élu vice-président du Conseil général.
Pendant la Seconde Guerre mondiale, resté à son poste, il soigne des résistants, qu'il cache au sein de l'hôpital, et rédige aussi de nombreux certificats médicaux pour les réfractaires au STO.
Ces activités clandestines le restent, à tel point qu'il est nommé, en 1942, membre du Conseil national créé par le régime de Vichy, qui le révoque, après avoir constaté que son épouse était juive.
Décoré de la médaille de la résistance, promu commandeur de la Légion d'honneur, il est réélu conseiller général en 1945, et en devient le président dans la foulée.
Il adhère alors à la SFIO, et figure en troisième position, inéligible, sur la liste présentée par ce parti pour l'élection de la deuxième constituante, et menée dans le Lot par Georges Archidice.
En novembre, il est de nouveau candidat, en deuxième position cette fois, mais toujours sans succès, la SFIO n'obtenant qu'un seul siège.
En 1948, il tente sa chance à l'élection du Conseil de la République, mais en vain.
C'est à la suite de la démission d'Archidice, en octobre 1950, qu'il entre au Parlement, comme député. Pendant ce court mandat, il est un député peu actif, ne déposant aucun texte et n'intervenant pas en tribune.
Logiquement choisi pour mener la liste socialiste aux élections de 1951, inscrivant sa campagne dans la logique de la troisième force, renvoyant dos à dos gaullistes et communistes.
Malgré une baisse du résultat électoral (19 % des voix), il est réélu.
Réélu conseiller général en octobre, il perd cependant la direction du département au profit du radical Gaston Monnerville.
Il meurt quelques mois plus tard, de maladie, à l'âge de soixante-sept ans.

## Décorations
- Croix de guerre 1914–1918
- Commandeur de la Légion d'honneur
- Médaille de la Résistance française par le décret du 22 septembre 1945[1]

## Détail des fonctions et des mandats
Mandat parlementaire
- 18 octobre 1950 - 28 juillet 1952 : Député du Lot